# Gruppo VéGé

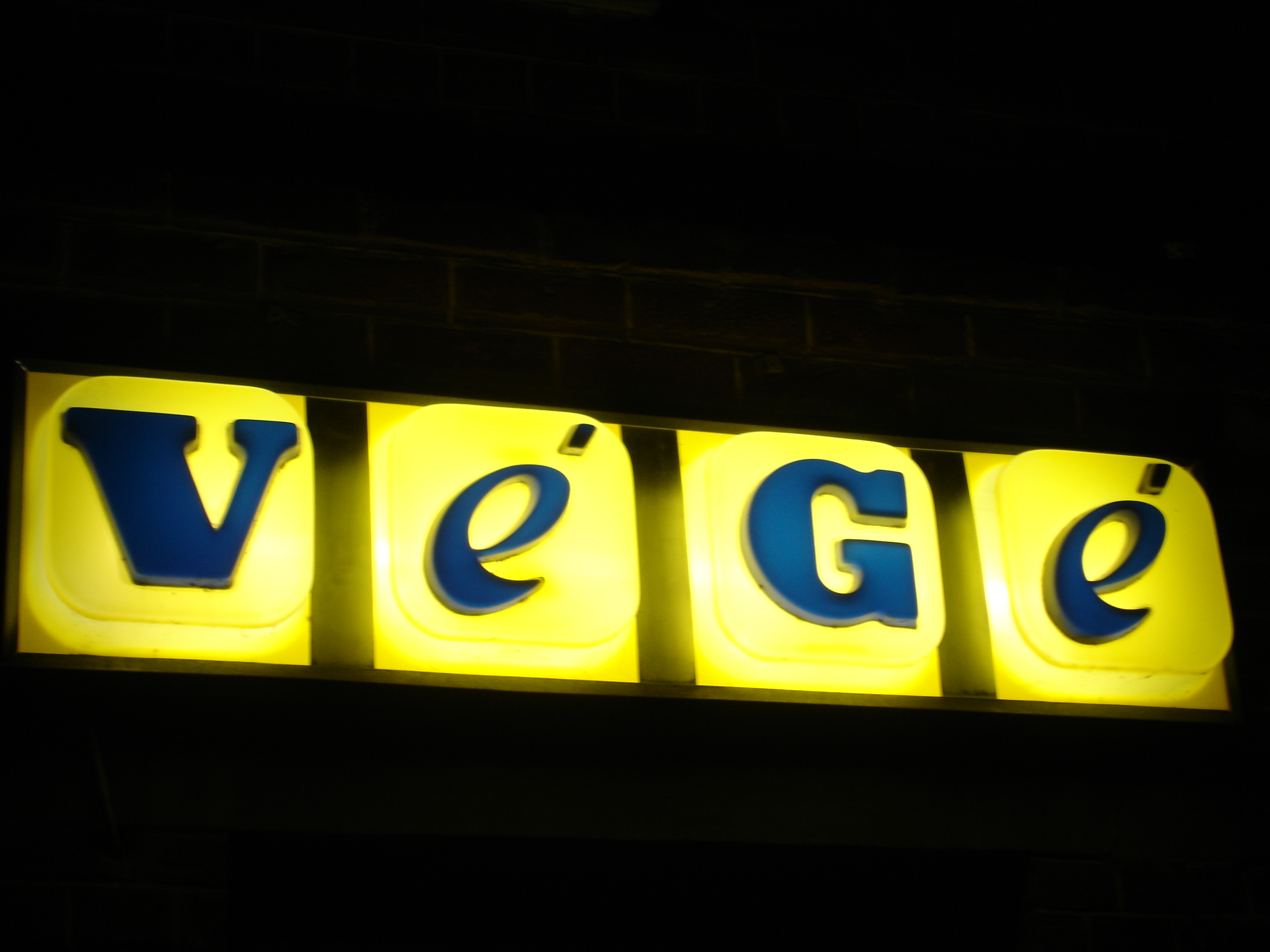

Gruppo VéGé è una cooperativa italiana multi-insegna della grande distribuzione organizzata costituita il 20 maggio 1959. Il nome deriva dall'olandese VErkoop GEmeenschap, una cooperativa nata nel 1938 e chiusa nel 1980, il cui nome significa ''Vendere Insieme''.
Nel 2025 riunisce 32 imprese su tutto il territorio italiano, operative in ambiti interregionali e con insegne differenti, con circa 3.500 punti vendita e una quota di mercato del 8,3%.

## Storia
La nascita del Gruppo VéGé risale al 1959 ispirandosi alla formula dei supermercati statunitensi e su iniziativa del bergamasco Emilio Lombardini. Fu la prima organizzazione italiana nel panorama della distribuzione a utilizzare una forma di associazionismo basato sull'integrazione tra ingrosso e dettaglio.
Nel 1979 nasce l'insegna Pantamarket, la prima propria di Gruppo VéGé, che racchiude alcuni cash and carry. In questi anni si vede la nascita del noto marchio Sidis, anch'esso appartenente al Gruppo, e dell'insegna Scudo, per i negozi di vicinato.
Nel 1989 entra in corsa per l'acquisizione di GS, la catena dei supermercati di proprietà della Sme, senza tuttavia riuscire nell'impresa. Ed è proprio in quest'anno che si registra il ritiro di due tra più importanti gruppi del consorzio: Garosci e Lombardini e che decidono di sviluppare autonomamente l'alleanza con il colosso francese Promodes.

### Anni '90
Nel 1996 nasce Euromadis, la centrale associativa che unisce due gruppi: Gruppo VéGé e Gruppo Selex. L'alleanza poi finisce nel 1998 per malintesi. Dal 1999 al 18 giugno 2014 Gruppo VéGé opera nel mercato con il nome di Interdis per poi riprendere il nome originale e lanciare un private label per alcuni suoi prodotti.

### Anni 2000
Nel 2012 Gruppo VéGé stipula un'alleanza con Gruppo PAM: nasce così Aicube.
Da Settembre 2014 entra il Gruppo Rocchetta (GRD Soc.Cons. a.r.l.) con le insegne Paghi Poco e Sidis, precedentemente master franchisee di Pam, che copre l'intera Sicilia.
Nel 2015 entrano nel gruppo, che da un anno ha lasciato il nome Interdis per riprendere quello di VéGé, i supermercati Tosano, veneti.
Nel 2016 entrano Gruppo Arena, che copre con le insegne Decò, IperConveniente, SuperConveniente e Non Solo Cash la Sicilia, e Multicedi (Sigma) che con il suo brand Decò copre Lazio, Abruzzo, Molise, Puglia, Basilicata, Campania e Calabria, oltre ad avere anche altre insegne e la rete di C&C Adhoc.
Nel febbraio 2018 Gruppo VéGé, terzo operatore italiano per numero di punti vendita, entra a far parte del Centro acquisti centralizzato del Gruppo iberico IFA, con oltre 6.780 punti vendita in Spagna e Portogallo. Sempre nel 2018 rientra in Vegé dopo un periodo in Auchan il gruppo campano Morgese (Euroesse).
Nel 2019 sono affiliati in VéGé il gruppo veneto Vega (400 punti vendita) e il lucano GDA (con polo distributivo a Polla in Campania) leader nella regione e radicato anche nel resto del centro-sud con 130 negozi divisi tra 4 insegne. Nel giugno 2019 il gruppo ha festeggiato i 60 anni.
La strategia annunciata dal Ceo Giorgio Santambrogio, presidente anche di ADM (Associazione Distribuzione Moderna) fino a giugno 2020, era di dire addio ai supermercati e di tornare alla super drogheria specializzandosi nel fresco. In seguito però si rafforza nelle grandi superfici con l'arrivo di Bennet (ipermercati presenti nel Nord) e Scelgo (C&C presenti in Marche, Abruzzo e Molise che si erano separati dall'affiliata Adhoc riprendendo il nome MultiCash), e nel 2022 vede il ritorno della marchigiana COAL. 
Nel 2024 l'ingresso di Apulia Distribuzione, consolida la posizione del Gruppo nel Sud Italia, più specificamente in Puglia. 
Nel 2025 il gruppo si rafforza nel settore non-food con l'ingresso dei General Trade, detentore della nota insegna Happycasa, radicata al sud. 
È dello stesso anno l'accordo tra Multicedi e Metro, con cui alcune referenze del colosso tedesco destinate al canale horeca sono vendute nei C&C Adhoc.

## Le imprese
- American Cash S.r.l.
- Apulia Distribuzione S.r.l.
- Asta S.r.l.
- Bava S.r.l.
- Bennet S.p.A.
- C.S.& F. (Caputo Saverio & Figli) S.r.l.
- Caramico Gaetano & C. S.p.A.
- Centrodet S.p.A.
- COAL
- Colonial Sud S.p.A.
- Comipro Consorzio
- Detercart Lombardo S.r.l.
- Di.Mo S.r.l.
- F.lli Arena S.r.l.
- F.lli Morgese S.r.l.
- Gambardella S.r.l.
- Gargiulo & Maiello S.p.A.
- General Trade S.p.A.
- G.D.A. S.p.A.
- G.F.E. Distribuzione Associata S.r.l.
- GRD Soc.Cons. a.r.l.
- Grossy S.r.l.
- I.S.A. S.p.A.
- Market Ingross S.r.l.
- Migross S.p.A.
- Moderna 2020 s.r.l.
- Multicedi mcn S.cons. a.r.l.
- Multicedi S.r.l.
- Rossi S.r.l.
- Si.Di. Piccolo S.r.l.
- Supermercati Tosano Cerea S.r.l.
- Vega Società Cooperativa

## Insegne
- Bennet
- Sidis
- DiMeglio
- Decò
- Iper Tosano
- Migross
- Supermercati Maxì
- Coal
- RossoTono
- Nonna ISA
- Super Conveniente
- Paghipoco
- Splendidi e Splendenti
- Sirene Blu
- Kuadrifoglio
- Pianeta Pulito
- Opportunity
- Gran Risparmio
- Eurospesa
- Euroesse
- Mersì
- Supermercati Piccolo
- Etè
- Happy Casa